# Żelazny labirynt
Żelazny labirynt (ang. Iron Maze) – amerykańsko-japoński film dramatyczny z gatunku thriller z 1991 roku wyreżyserowany przez japońskiego reżysera Hiroakiego Yoshida. Wyprodukowany przez J&M Entertainment, Kitty Films, TYO Productions i Trans Tokyo.

## Opis fabuły
Kilkadziesiąt kilometrów na wschód od Pittsburgha, w nieczynnej hucie policjant znajduje ciężko rannego w głowę Junichi Sugitę (Hiroaki Murakami), syna japońskiego multimiliardera. Na posterunku pojawia się Barry Mikowski (Jeff Fahey), który dobrowolnie przyznaje się do winy. Zeznaje szeryfowi Jackowi Ruhle (J.T. Walsh), że zaatakował Sugitę w obronie własnej. Barry był kiedyś jednym z najlepszych hutników w okolicy.

## Obsada
Źródło: Filmweb
- Jeff Fahey jako Barry Mikowski
- Bridget Fonda jako Chris Sugita
- J.T. Walsh jako Jack Ruhle
- Gabriel Damon jako Mikey
- John Randolph jako burmistrz Peluso
- Carmen Filpi jako Charlie
- Hiroaki Murakami jako Sugita
- Peter Allas jako Eddie

i inni